# Llima (eina)

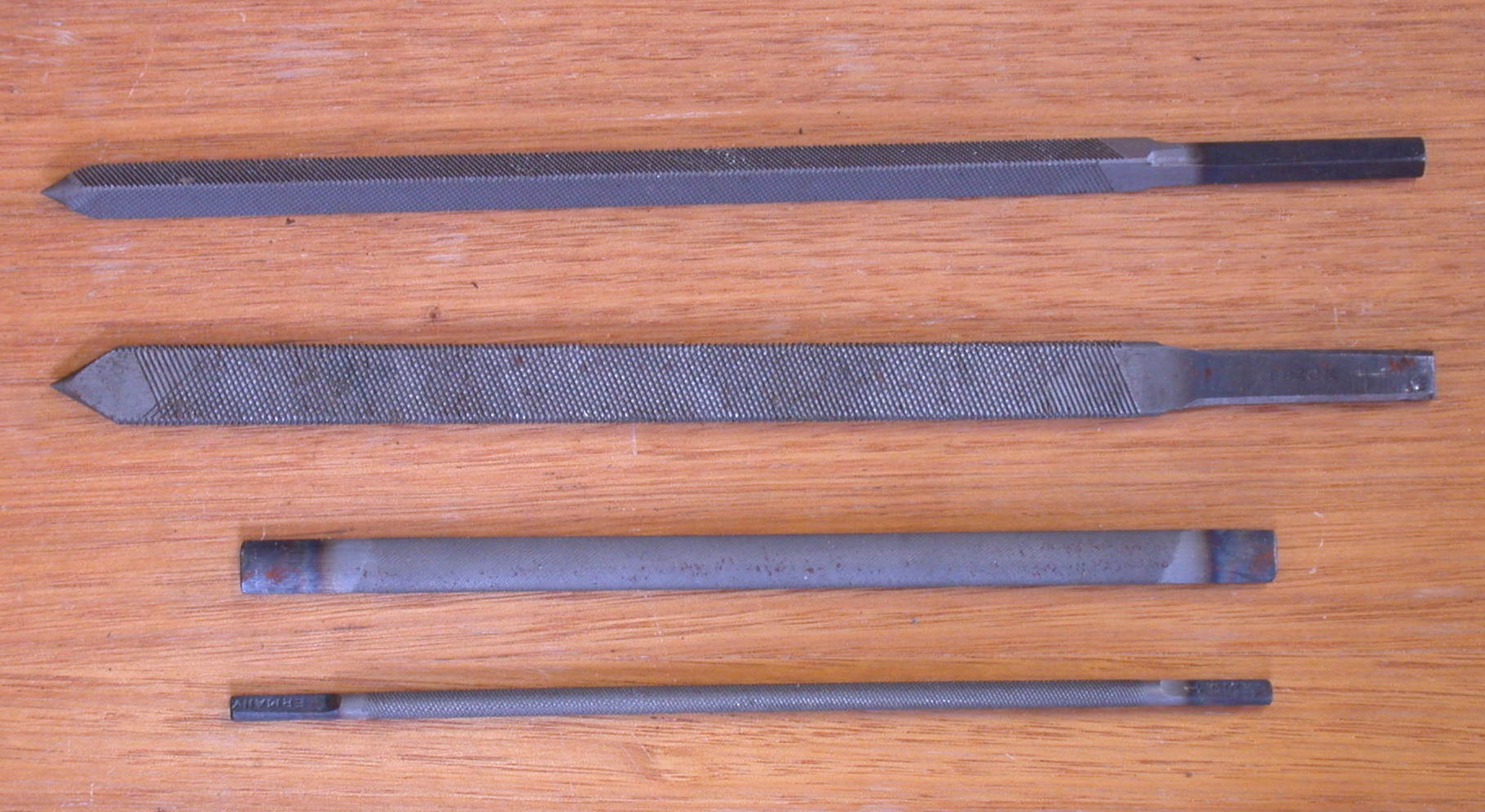
Selecció de llimes per a màquina llimadora alternativa.

Una llima és un eina manual emprada per ferrers i mecànics per a rebaixar, allisar i polir diversos metalls. Les màquines llimadores porten llimes especials que són les eines que efectuen la llimada.
Consisteix en una barra d'acer, endurida per tremp, que té diverses característiques que són definides a continuació:
- La forma ens indica quina secció té la llima: solen ser 
  - Planes: De secció rectangular.
  - Rodones: De secció circular.
  - Mitges-canyes: Secció de segment circular.
  - Triangulars: La secció és un triangle equilàter.
  - Quadrades: De secció quadrada.
- La mida, que es refereix a la llargada de la zona dentada. Encara avui en dia es dona en polzades (1 polzada = 25,4 mm). Solen tenir entre 4 i 16 polzades; més grans són molt poc manejables.
- El picat és la rugositat i que és constituït per les dents o entalles de la llima. Pot ser senzill o doble.

El senzill s'empra per a llimes que treballin metalls tous (plom, alumini, etc.), o plàstic.
El picat doble consisteix a realitzar un segon picat transversal de poca fondària, que millora les condicions de treball quan els materials llimats són més durs.
Del picat depèn la rugositat. Les llimes amb dents grosses, en diem bastes, amb dents més petites, en diem entre-fines i quan el dentat és molt petit, es diuen fines. per donar una idea, els picats poden anar des de 15 a 1500 dents per cm².

## Operació de llimar
La llimada és l'acció d'arrencar llimadures d'una peça (generalment metàl·lica) mitjançant una llima, una fregadora de cinta o una màquina llimadora.

## Llimada manual
La llimada manual d'una peça metàl·lica de manera correcta exigeix una actuació determinada en funció del treball requerit. La destresa necessària s'adquireix a base de pràctica sota la supervisió d'un mestre expert.
La peça se subjecta fermament amb un cargol de banc. En el cas d'un material tou cal usar mordasses més toves per a no fer marques indesitjables.
Cal escollir una llima adequada, de picat bast per a rebaixos de desbast i de picat fi per a acabats. Per a peces molt petites o zones de llimada poc accessibles s'usarà un llimató.
Cal subjectar la llima de forma correcta. Una persona dretana subjectarà el mànec amb la mà dreta i acompanyarà la llima amb la mà esquerra per damunt de l'extrem lliure.
L'operari s'ha de situar de forma correcta en relació amb la peça. Una persona dretana situarà el peu esquerre tan a prop com pugui de la vertical de la peça (aproximadament).
El moviment dels braços ha de desplaçar la llima de forma plana i recta. El braç dret per la part de l'húmer s'ha de moure de forma lliure però sense apartar-se del cos (fa anys als aprenents a llimar se'ls feia practicar amb un totxo sota l'aixella, entre el cos i la part superior del braç).
(Algunes referències donen indicacions verbals i gràfiques de la forma correcta de llimar).

## Llimada mecànica
La llimada mecànica la fan màquines que accionen una llima o eines similars mitjançant un motor. La llimadora tradicional és una màquina-eina de tall, en la qual l'eina va tallant solcs en la superfície de la peça. En les llimadores amb llima, l'eina és una llima i l'arrencada de material molt semblant a la que provoca una llima manual.
- Llimadora de llima alternativa.

La llima es mou verticalment (com una serra de marqueteria) i talla en sentit descendent.
- Llimadora de llimes contínua.

Els primers models muntaven un conjunt de petites llimes sobre una cinta d'acer flexible que les arrossegava. La màquina s'assemblava molt a una serra de cinta. Cada llima anava obligada a seguir la cinta d'acer però quan la cinta s'adaptava a les rodes corbant-se, la llima es mantenia recta.
- Fregadora de cinta.

Pràcticament idèntiques a les fregadores de cinta usades en fusteria, les fregadores de cinta per a metalls foren l'evolució lògica de les llimadores de llimes contínues.

### Producció de les llimadores mecàniques
Comparades amb un operari llimant manualment, les primeres llimadores de llima alternatives produïen tres vegades més. Les llimadores contínues unes nou vegades més. Les modernes fregadores de banda són més eficients.